# 卢天天
卢天天（绰号伊芙蕾雅），安徽合肥人，英雄联盟游戏主播，服装设计师。
2013年10月10日，卢天天成为WCG2013年英雄联盟现场解说。
2013年，她的团队推出动画《撸时代》。